# 帕西奇涅 (新桑扎里區)
49°25′29″N 34°8′9″E / 49.42472°N 34.13583°E
帕西奇涅（烏克蘭語：Пасічне），是烏克蘭中部的村莊，隸屬波爾塔瓦州的波爾塔瓦區。該村分別距離帕西基夫卡3.5公里和戈羅布齊0.5公里，面積1.695平方公里，海拔高度110米，2001年人口227。